# Thyrgis flavonigra
Thyrgis flavonigra är en fjärilsart som beskrevs av Paul Dognin 1910. Thyrgis flavonigra ingår i släktet Thyrgis och familjen björnspinnare. Inga underarter finns listade i Catalogue of Life.